# Selenodäsie
Selenodäsie ist die Wissenschaft von der Vermessung des Erdmondes und seines Schwerefeldes.
Der Begriff ist analog zu Geodäsie abgeleitet (griechisch Selene für Mond) und entstand um 1967 im Zuge der Lunar-Orbiter-Sonden, ist jedoch noch nicht weit verbreitet.
Selenodäsie umfasst ebenso wie die Geodäsie geometrische und dynamische Verfahren, hat im Gegensatz zu terrestrischen Vermessungen jedoch mit dem Problem der größeren Entfernungen (schwächere Messsignale, größere Störungen) und der von der Erde aus nicht sichtbaren Mondrückseite zu kämpfen.
Bisher sehr erfolgreiche Methoden sind die Gewinnung präziser Bahndaten und ihre Analyse zur Bestimmung des lunaren Gravitationsfeldes. Zum Beispiel konnte man aus den Mond-Orbitern die sogenannten Mascons – starke Massenkonzentrationen im Untergrund des Mondes – nachweisen. Auch die Tatsache des exzentrischen Mondmittelpunktes – bedingt durch die gebundene Rotation des Monds – wurde aus Bahnstörungen von Mondsatelliten abgeleitet.
Gute Ergebnisse brachte auch eine Art Triangulation von Umlaufbahnen um den Mond. Die Fotos der Raumsonden von der Mondoberfläche wurden verwendet, um ihre Bahnen über der Mondrückseite nach Art des Rückwärtsschnittes zu berechnen. Auch damit konnte – neben geometrischen Daten des Mondes – seine Schwerpunkt-Anomalie bestätigt werden.